# Briefmarken-Jahrgang 1978 der Deutschen Bundespost Berlin

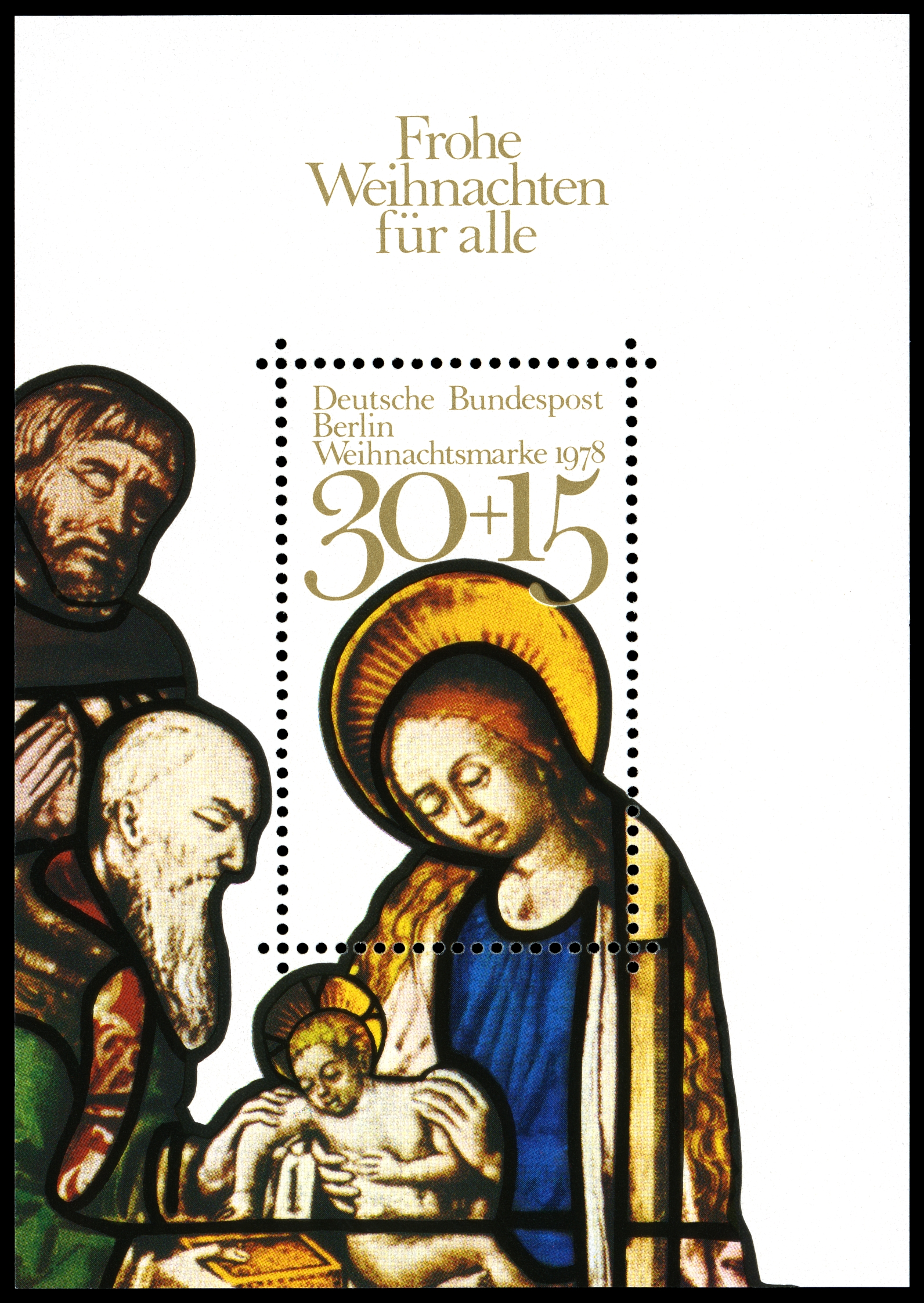
Frohe Weihnachten für alle
(Michel Block 7)

Der Briefmarken-Jahrgang 1978 der Deutschen Bundespost Berlin umfasste 20 Sondermarken, einen Briefmarkenblock und acht Dauermarken.
Alle Ausgaben dieses Jahrganges waren bis zum 31. Dezember 1991 frankaturgültig.
Der Nennwert der Marken betrug 22,55 DM; dazu kamen 2,65 DM als Zuschlag für wohltätige Zwecke.
Eine für Berliner Briefmarken ungewöhnliche Größe hatte die Sondermarke zum 100. Geburtstag von Karl Hofer.
Jeweils vier Ergänzungswerte wurden in den Dauermarkenserien „Industrie und Technik“ und „Burgen und Schlösser“ ausgegeben; diese erschienen zeitgleich auch mit der Aufschrift Deutsche Bundespost.
Zum dritten und letzten Mal wurde die jährliche Weihnachtsmarke als Briefmarkenblock hergestellt.
Erstmals wurden Ausgaben als Wohltätigkeitsmarken „Sporthilfe“ gedruckt. Den Erlös des Zuschlags bekam die Stiftung Deutsche Sporthilfe.

## Liste der Ausgaben und Motive
Legende
- Bild: Eine bearbeitete Abbildung der genannten Marke. Das Verhältnis der Größe der Briefmarken zueinander ist in diesem Artikel annähernd maßstabsgerecht dargestellt. Sollten keine Marken abgebildet sein, liegt es daran, dass das Urheberrecht des Künstlers noch nicht erloschen ist.
- Beschreibung: Eine Kurzbeschreibung des Motivs und/oder des Ausgabegrundes. Bei ausgegebenen Serien oder Blocks werden die zusammengehörigen Beschreibungen mit einer Markierung versehen eingerückt.
- Wert: Der Frankaturwert der einzelnen Marke in Pfennig. Ein „+“ bedeutet, dass es sich um eine Zuschlagsmarke handelt (= Frankaturwert + Spende).
- Ausgabedatum: Das Datum des erstmaligen Verkaufs dieser Briefmarke.
- Auflage: Soweit bekannt, wird hier die zum Verkauf angebotene Anzahl dieser Ausgabe angegeben.
- Entwurf: Soweit bekannt, wird hier angegeben, von wem der Entwurf dieser Marke stammt.
- Mi.-Nr.: Diese Briefmarke wird im Michel-Katalog unter der entsprechenden Nummer gelistet.

| Sondermarken | |                  |                       |                 |                              |             |
| Bild         | Beschreibung                                                                                               | Werte in Pfennig | Ausgabe- datum (1978) | Auflage         | Entwurf                      | MiNr.       |
|              | 100. Geburtstag von Walter Kollo                                                                           | 50               | 12. Januar            | 7.500.000       | Joachim Hans Hiller          | 561         |
|              | 75 Jahre Amerikanische Handelskammer in Deutschland Emblem der Handelskammer                               | 90               | 13. April             | 6.500.000       | Bundesdruckerei Berlin       | 562         |
|              | Für die Jugend 1978: Luftfahrt - Montgolfière, 1783                                                        | 30+15            | 13. April             | 2.796.000       | Fritz Haase                  | 563         |
|              | - Lilienthal-Gleiter, 1891                                                                                 | 40+20            | 13. April             | 2.787.000       | Fritz Haase                  | 564         |
|              | - Wright-Doppeldecker, 1909                                                                                | 50+25            | 13. April             | 2.968.000       | Fritz Haase                  | 565         |
|              | - Ettrich/Rumpler Taube, 1910                                                                              | 70+35            | 13. April             | 2.750.000       | Fritz Haase                  | 566         |
|              | Sporthilfe 1978 - Radsport                                                                                 | 50+25            | 13. April             | 2.639.000       | Peter Lorenz                 | 567         |
|              | - Fechten                                                                                                  | 70+35            | 13. April             | 2.579.000       | Peter Lorenz                 | 568         |
|              | 150. Geburtstag von Albrecht von Graefe Denkmal an der Charité                                             | 30               | 22. Mai               | 11.614.000      | Ernst Finke                  | 569         |
|              | 200. Geburtstag von Friedrich Ludwig Jahn                                                                  | 50               | 13. Juli              | 6.500.000       | Ernst Finke                  | 570         |
|              | Schwimmweltmeisterschaften in Berlin Kraulschwimmen                                                        | 40               | 17. August            | 7.000.000       | Peter Lorenz                 | 571         |
|              | 100. Geburtstag von Karl Hofer „Das Boot“, Gemälde von Karl Hofer                                          | 50               | 12. Oktober           | 6.000.000       | Bundesdruckerei Berlin       | 572         |
|              | Wohlfahrtsmarken 1978: Waldblumen - Salomonssiegel Polygonatum multiflorum                                 | 30+15            | 12. Oktober           | 9.760.000       | Heinz Schillinger            | 573         |
|              | - Wald-Schlüsselblume Primula elatior                                                                      | 40+20            | 12. Oktober           | 8.314.000       | Heinz Schillinger            | 574         |
|              | - Rotes Waldvögelein Cephalanthera rubra                                                                   | 50+25            | 12. Oktober           | 8.710.000       | Heinz Schillinger            | 575         |
|              | - Günsel Ajuga reptans                                                                                     | 70+35            | 12. Oktober           | 4.560.000       | Heinz Schillinger            | 576         |
|              | Eröffnung der Staatsbibliothek Preußischer Kulturbesitz Neubau der Staatsbibliothek                        | 90               | 16. November          | 6.500.000       | Joachim Hans Hiller          | 577         |
|              | Berlin-Ansichten (II) - Belvedere, Schloss Charlottenburg                                                  | 40               | 16. November          | 12.000.000      | Egon Falz                    | 578         |
|              | - Shell-Haus am Landwehrkanal                                                                              | 50               | 16. November          | 7.500.000       | Egon Falz                    | 579         |
|              | - Dorfkirche Lichtenrade                                                                                   | 60               | 16. November          | 8.000.000       | Egon Falz                    | 580         |
|              | Briefmarkenblock – Weihnachtsmarke 1978 Anbetung der Könige, Fensterausschnitt der Frauenkirche in München | 30+15            | 16. November          | 5.909.000       | Willy Fleckhaus              | Block 7 581 |
| Dauermarken  | |                  |                       |                 |                              |             |
| Bild         | Beschreibung                                                                                               | Werte in Pfennig | Ausgabe- datum (1978) | Auflage         | Entwurf                      | MiNr.       |
|              | Dauermarkenserie: Industrie und Technik - Röntgengerät                                                     | 60               | 16. November          | 63.500.000      | Beat Knoblauch und Paul Beer | 582         |
|              | - Löffelbagger                                                                                             | 150              | 12. Juli 1979         | 6.000.000       | Beat Knoblauch und Paul Beer | 584         |
|              | - Radlader                                                                                                 | 180              | 12. Juli 1979         | 6.000.000       | Beat Knoblauch und Paul Beer | 585         |
|              | - Flughafen Frankfurt                                                                                      | 230              | 17. Mai 1979          | 7.200.000       | Beat Knoblauch und Paul Beer | 586         |
|              | Dauermarkenserie: Burgen und Schlösser - Burg Gemen                                                        | 25               | 11. Januar 1979       | nicht angegeben | Heinz Schillinger            | 587         |
|              | - Burg Vischering                                                                                          | 90               | 11. Januar 1979       | nicht angegeben | Heinz Schillinger            | 588         |
|              | - Schwanenburg Kleve                                                                                       | 210              | 14. Februar 1979      | nicht angegeben | Heinz Schillinger            | 589         |
|              | - Burg Lichtenberg                                                                                         | 230              | 16. November          | nicht angegeben | Heinz Schillinger            | 590         |